# Берлинский музей компьютерных игр

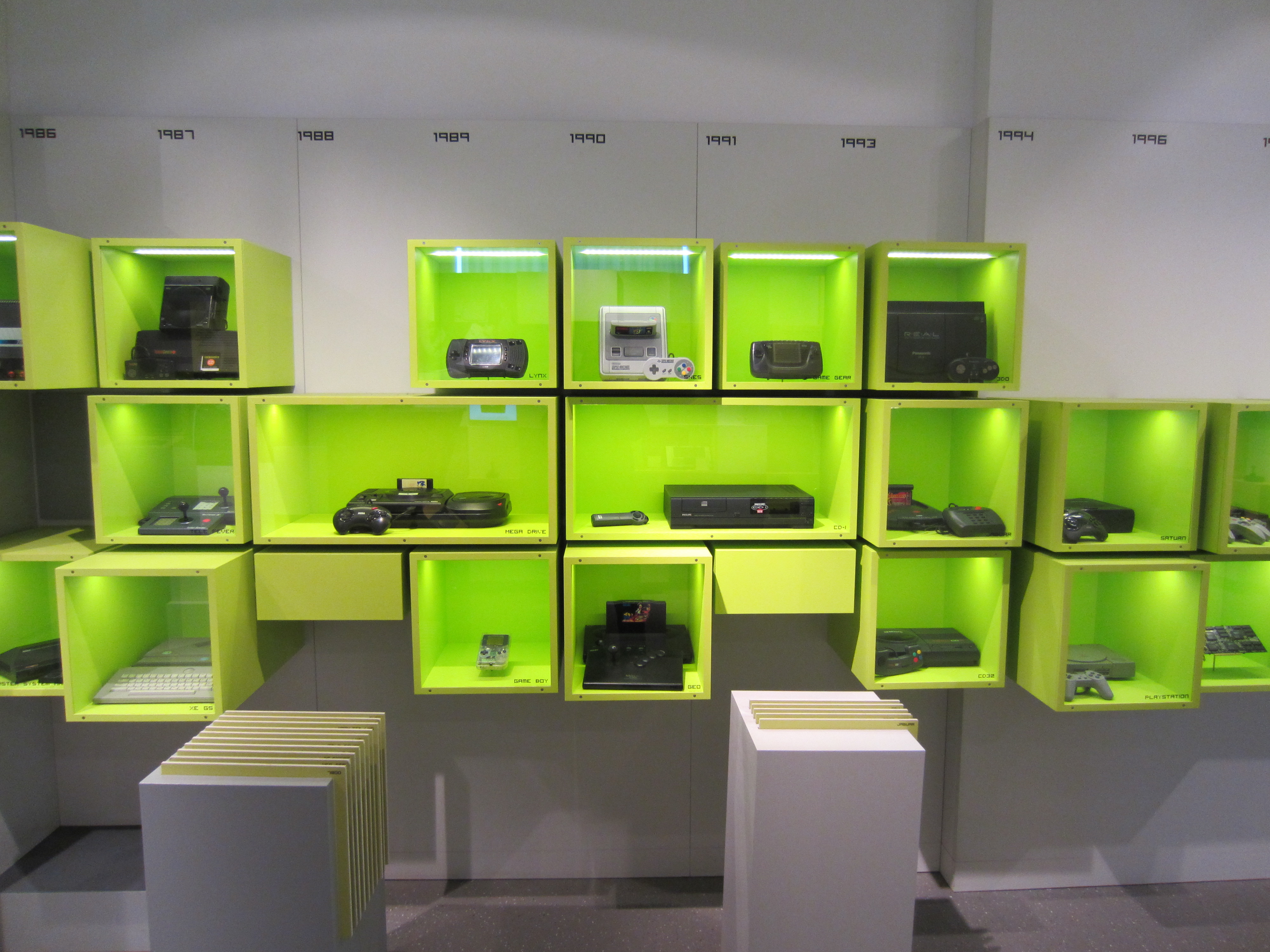
Часть выставки

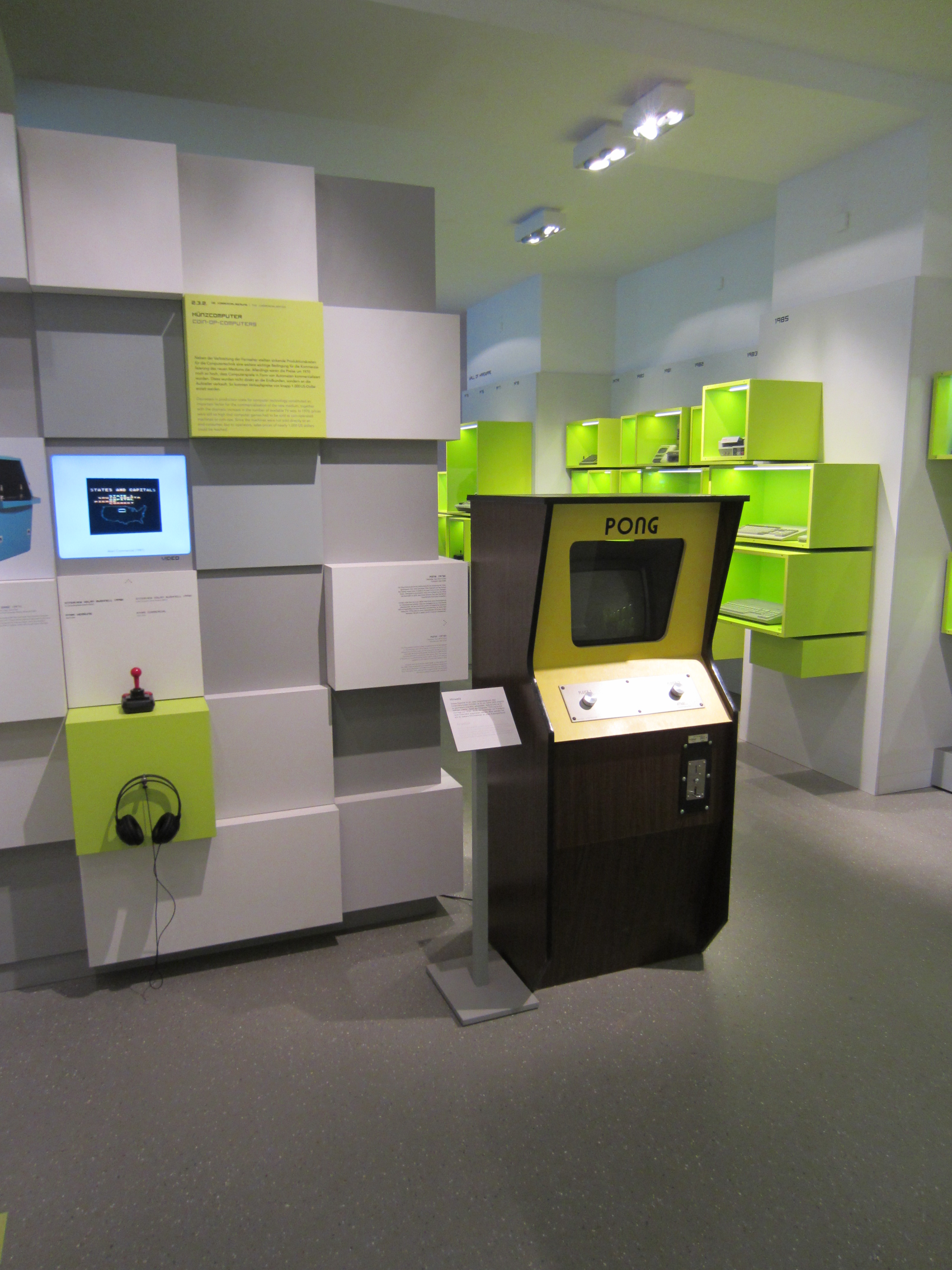
Часть выставки

Музей компьютерных игр в Берлине был основан в 1997 году. В годы с 1997 по 2000 год он обладал постоянной экспозицией в Берлине. После этого он существовал только в режиме онлайн. С 21 января 2011 года музей открылся новой постоянной экспозицией в бывшем помещении кафе «Варшава» на Карл-Маркс-аллее.

## Общие положения
Музей компьютерных игр открыт в Берлине в 1997 году, став первой в мире постоянной выставкой цифровой интерактивного развлекательной культуры. С тех пор в нём прошло более тридцати национальных и международных выставок. Среди них был проект «pong.mythos», передвижная выставка художественных произведений к игре Pong. В музее (по состоянию на 2010 г.) примерно около 16.000 оригинальных игр, около 10.000 журналов, множество исторических домашних компьютеров и консольных систем, которые когда-либо продавались в Европе, и обширная коллекция дополнительных документов, таких как видеоролики, плакаты и руководства. Музей обладает, таким образом, одной из самых больших коллекций компьютерных игр и оборудования в Европе.
Коллекция музея Компьютерных игр является собственностью фонда «Booster Club for Youth and Social Work». Новый музей сам работает под управлением Gamehouse gGmbH. Строительство новой постоянной экспозиции было профинансировано фондом немецкой лотереи и культурно-инвестиционной программой Берлинской культурного управления, то есть из средств Европейского фонда регионального развития.
Берлинский музей компьютерных игр является членом международного Совета музеев (ICOM), и финансируется Федеральным министерством образования и научных исследований.

## Специальные выставки
Помимо постоянной выставки, которая демонстрирует развитие компьютеров и компьютерных игр, представлены специальные выставки про отдельные аспекты компьютеров, видеоигр и искусства.
- Motorcycle — классические игры, такие как Excitebike для NES, Action-Biker для C64, Full Throttle на ПК и Motocross Manics для GameBoy, а также более 15 других тайтлов, 2013.
- Модель-миры — картины Маттиаса Циммерманна, 2013
- Косплей — фотографии Йорг Пичмана, 2012
- Тибо Брюне: Vice City, 2012
- Tennis for Two — игра с физикой, 2012
- Street Fighter II — художественный подход Стефана Чёрного, 2011

## Проекты
Музей является партнёром по сотрудничеству исследовательского проекта Евросоюза под названием PLANETS (Preservation and Long-term Access through Networked Services). Кроме того, музей является участников в исследовательском проекте Keeping Emulation Environments Portable.